# Karl Wilhelm Ludwig Müller
Karl Wilhelm Ludwig Müller (Clausthal-Zellerfeld, 13 febbraio 1813 – Gottinga, 1894) è stato un grecista tedesco.
È conosciuto per le sue edizioni di classici greci, pubblicate da Ambroise Firmin Didot, e in particolare per la raccolta di frammenti storiografici in cinque volumi intitolata Fragmenta historicorum Graecorum (FHG).

## Opere
- De Aeschyli Septem Contra Thebas, Diss. Göttingen (1836): online
- (GRC, LA) Fragmenta historicorum Graecorum, 5 voll. (I; II; III; IV; V/1-2), Parisiis, editore Ambrosio Firmin Didot, 1841-1872.
- Arriani Anabasis et Indica. Scriptores rerum Alexandri Magni (fragmenta). Pseudo-Callisthenes (1846): online
- Oratores Attici (1847–1858): vols. 1–2
- Strabonis Geographica (1853): online
- Herodoti Historiarum libri IX. Ctesiae Cnidii et Chronographorum Castoris Eratosthenis etc. fragmenta (1858): online
- Geographi Graeci minores (1861–1882): vol. 1, vol. 2, tabulae
- Claudii Ptolemaei Geographia (1883–1901): vol. 1:1, vol. 1:2